# Valentine Derrey
Valentine Derrey (Parijs, 13 juni 1987) is een Franse golfprofessional. Ze debuteerde in 2011 op de Ladies European Tour.

## Loopbaan
Derrey won als amateur drie keer het French Junior Championship (2001, 2004 en 2005). Later studeerde ze op de Texas Christian University. In januari 2011 werd Derrey golfprofessional.
In 2010 nam ze deel aan de qualifying school van de Ladies European Tour (LET) waar ze een speelkaart kreeg voor het seizoen 2011 van de LET. Op 11 mei 2014 behaalde ze haar eerste LET-zege door het Turkish Airlines Ladies Open te winnen.
In 2011 golfte ze op de LPGA Futures Tour, waarop ze één golftoernooi won. Ze won het Tate & Lyle Players Championship.

## Prestaties

### Amateur
- 2001: French Junior Championship
- 2004: French Junior Championship
- 2005: French Junior Championship

### Professional
Ladies European Tour
| Nr. | Datum       | Toernooi                     | Score        | Score | Info        |
| --- | ----------- | ---------------------------- | ------------ | ----- | ----------- |
| 1   | 11 mei 2014 | Turkish Airlines Ladies Open | 73-69-70=212 | –7    | [ 2 ] [ 3 ] |

Futures Tour
| Nr. | Datum        | Toernooi                         | Score           | Score | Info            |
| --- | ------------ | -------------------------------- | --------------- | ----- | --------------- |
| 1   | 19 juni 2011 | Tate & Lyle Players Championship | 68-69-67-68=272 | –16   | Eerste profzege |